# Arthopyrenia oblongens
Arthopyrenia oblongens är en lavart som beskrevs av R. C. Harris. Arthopyrenia oblongens ingår i släktet Arthopyrenia och familjen Arthopyreniaceae.   Inga underarter finns listade i Catalogue of Life.